# Valbonne

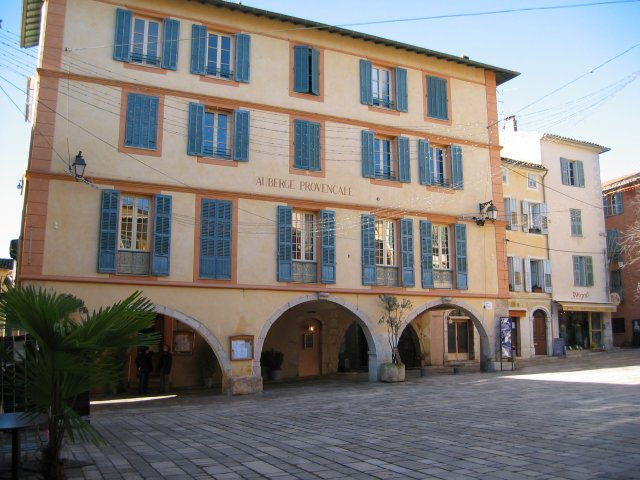
Stadtzentrum von Valbonne

Valbonne ist eine Gemeinde im Südosten Frankreichs im Département Alpes-Maritimes der Region Provence-Alpes-Côte d’Azur mit 12.389 Einwohnern (1. Januar 2022). Zusammen mit Antibes, Mougins, Biot, Vallauris und weiteren zwölf Kommunen bildet sie den Gemeindeverband Sophia Antipolis.

## Geschichte
Die Ortschaft entwickelte sich ab 1519 um die Benediktinerpriorei Valbonne. Die planmäßige Anlage im Schachbrettmuster (mit dem Arkadenplatz im Zentrum) ist bis heute erhalten.

## Bevölkerungsentwicklung
| Jahr      | 1962 | 1968 | 1975 | 1982 | 1990 | 1999   | 2009   | 2017   |
| Einwohner | 1332 | 1858 | 2264 | 3918 | 9514 | 10.746 | 12.054 | 13.325 |

## Sehenswürdigkeiten
Siehe: Liste der Monuments historiques in Valbonne